# Marie-Lætitia Bonaparte-Wyse

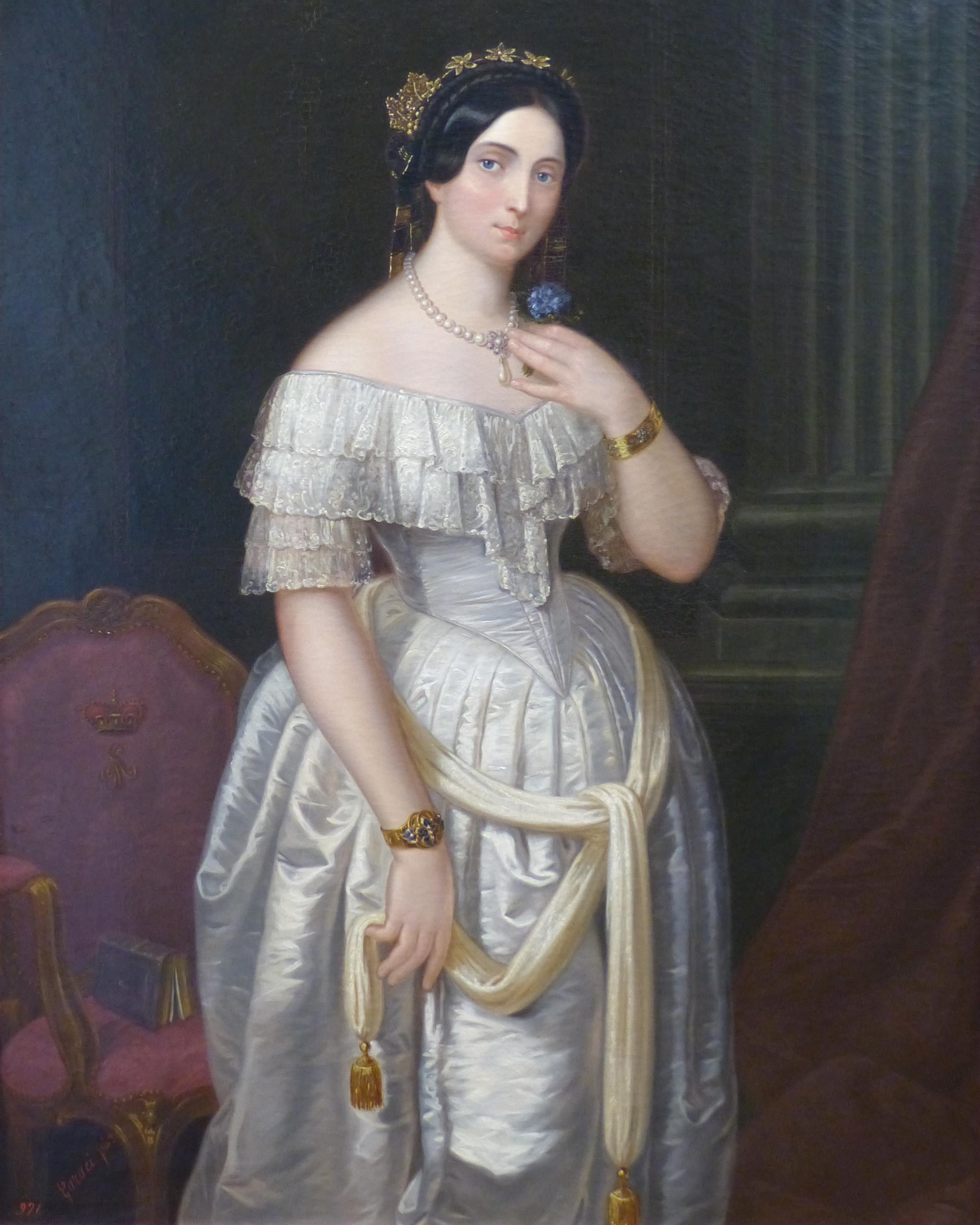
Marie-Lætitia Bonaparte-Wyse, por Carlo Garacci hacia 1858.

Marie-Lætitia Bonaparte-Wyse (25 de abril de 1831-6 de febrero de 1902) también conocida como Marie de Solms, María Leticia Rattazzi o María Leticia de Rute, fue una escritora y poetisa francesa.

## Biografía
Escritora y poetisa, era hija de Leticia Bonaparte y de sir T Wyse, miembro del Parlamento Británico, lord de la Tesorería y embajador de Inglaterra en Atenas. Además, fue nieta de Luciano Bonaparte, presidente del consejo de los Quinientos y único hermano de Napoleón I que no quiso aceptar la corona.
Nació en 1831 en Waterford (Irlanda) y fue educada en París. En diciembre de 1848, a la edad de quince años, se casó con el joven alemán, Federico de Solms, conde del Sacro Imperio. Muerto el conde de Solms en 1863, se casó con Urbano Rattazzi, presidente del consejo de ministros del rey de Italia. Llegó a contraer matrimonio por tercera vez con el español Luis de Rute Giner, en 1880.
Falleció el 6 de febrero de 1902, a los setenta años, en París y fue enterrada en Aix-les-Bains.

## Matrimonio y descendencia
Casó en segundas nupcias con Urbano Rattazzi, primer ministro de Italia, con descendencia:
- Isabel Roma Rattazzi Bonaparte-Wyse, casada en París el 19 de septiembre de 1889 con Luis Villanova de la Cuadra, diputado por Huéscar, ingeniero de Minas, hijo de José Genaro Villanova y de Dolores de la Cuadra Carrascosa.[4]
  - Luis Alexis Villanova Rattazzi, que casó con María del Pilar Barrera González de Aguilar, hija de José María Barrera Luyando, Almirante de la Armada y de su esposa Francisca de Paula González de Aguilar y Fernández-Golfín, y nieta de Manuel María González de Aguilar-Ponce de León y Pérez de Saavedra, V conde del Águila, señor de Cañada-Ximena, señor de la Fuente del Adalid, señor de Torrejón, señor de Fruellas, señor de Fuentidueña…), con descendencia:
    - María Isabel Villanova-Rattazzi y Barrera (Madrid 11 de abril de 1924, Granada 02 de febrero de 2004), casada con Pedro Aguilar y Martínez de la Vega, con descendencia:
      - Ana de Aguilar y Villanova-Rattazzi.
      - Luis de Aguilar y Villanova-Rattazzi.
      - Pedro de Aguilar y Villanova-Rattazzi.
      - Juan Manuel de Aguilar y Villanova-Rattazzi.
      - José María de Aguilar y Villanova-Rattazzi.
      - Javier de Aguilar y Villanova-Rattazzi.
      - Isabel de Aguilar y Villanova-Rattazzi.
      - Letizia de Aguilar y Villanova-Rattazzi.
      - Iñigo de Aguilar y Villanova-Rattazzi.
      - Pilar de Aguilar y Villanova-Rattazzi.
      - Jaime de Aguilar y Villanova-Rattazzi.

    - Luis Villanova-Rattazzi Barrera (Madrid 03 de mayo de 1925, Zaragoza 13 de marzo de 1999), XXVII marqués de Irache, grande de España, casado con Blanca Concepción Guillén Lasierra, Dama de la Real Maestranza de Caballería de Zaragoza, con descendencia:
      - Luis Villanova-Rattazzi Guillén (Zaragoza 05 de agosto de 1953, Granada 12 de septiembre de 1964.
      - Arturo Villanova-Rattazzi Guillén (Zaragoza 16 de noviembre de 1955, Granada 18 de febrero de 1958).
      - José María Villanova-Rattazzi Guillén, XXVIII marqués de Irache, grande de España, casado con María Dolores Ferran Font, con descendencia:
        - Luis Alexis Villanova-Rattazzi Ferran.
        - María Leticia Villanova-Rattazzi Ferran.

      - Jorge Villanova-Rattazzi Guillén.
      - Borja Villanova-Rattazzi Guillén.
      - Santiago Villanova-Rattazzi Guillén (Granada 07 de mayo de 1964, Zaragoza) casado con Marian Pérez del Castillo, con descendencia:
        - Blanca Villanova-Rattazzi Pérez del Castillo.

      - Javier Villanova-Rattazzi Guillén (Granada 08 de agosto de 1965, Zaragoza 27 de agosto de 1997)
      - Alfonso Villanova-Rattazzi Guillén, casado con Elsa Fuoli.

    - Elia Villanova-Rattazzi Barrera (Granada 04 de julio de 1926, Granada 25 de agosto de 2001), condesa de Saucedilla, casada con Luis Fernando Manzaneque-Luengo y Dávila-Ponce de León, caballero de la Orden del Santo Sepulcro de Jerusalén, con descendencia.

  - Letizia Villanova Rattazzi, casada con José Cuadrado y Durán, con descendencia.
  - Teresa Villanova Rattazzi, casada con Nicolás Aravaca Mejías, vizconde de Beniel, con descendencia.

## Obras
- Les Matinées d'Aix-les-Bains (revista). Aix-les-Bains, [s.n.], 1858-1861.
- Fleurs d’Italie, poésies et légendes. Chambéry, impr. de Ménard, 1859.
- Théâtre complet, contenant dix proverbes : Le dernier jour d'une muse ; Aux pieds d'une femme ; L'amour se change en haine aussitôt qu'il expire ; L'épreuve ; Quand on n'aime plus trop on n'aime plus assez ; L'auberge de la madone ; Les suites d'un ménage de garçon ; Mme de Staël à Coppet ; Le livre de chair ; Molière à Vienne. Chambéry, Imp. du Gouvernement, 1860 .
- Les rives de l’Arno. París, E. Dentu, 1865.
- Les soirées d'Aix-les-Bains.  París, A. Faure, 1865.
- I. Le piège aux maris. París, A. Cadot, DL 1865.
- II. Les débuts de la forgeronne. París, A. Cadot, 1866.
- III. La mexicaine. París, A. Cadot, 1866.
- IV. Le chemin du paradis. París, A. Cadot et Degorce, 1867.
- Le Dernier rêve d'une ambitieuse. París, Degorce-Cadot,1868.
- Les Matinées italiennes: revista. Florence (piazza S. Spirito, n. 10), Baron Stock, 1868.
- Cara Patria: echos italiens. París, Librairie des bibliophiles, 1873.
- L'ombre de la mort; Le roman d'Aline. París, Librairie des bibliophiles,1875.
- L'Espagne moderne. París, E. Dentu, 1879.
- Le Portugal à vol d’oiseau. París, A. Degorce-Cadot, 1879.
- Rattazzi et son temps. París, E. Dentu, 1881-1887.
- Les Matinées espagnoles (revista). Madrid, Baron Stock, 1883-1888.
- Quand on n'aime plus trop l'on n'aime plus assez.  [S. l.], (s. d.).

## Órdenes
- Dama de la Orden de las Damas Nobles de María Luisa. (1871)[5]

## Homenaje
Una calle de Aix-les-Bains lleva su nombre: l'Avenue Marie de Solms (Avenida Marie de Solms). 